# Шаховской, Иван Леонтьевич Большой
Князь Иван Леонтьевич Шаховской по прозванию Большой — воевода во времена правления Михаила Фёдоровича
Из княжеского рода Шаховские. Старший сын воеводы и князя Леонтия Ивановича Шаховского. Имел братьев, князей: воеводу Никиту Леонтьевича и дозорщика и воеводу Ивана Леонтьевича Меньшого.

## Биография
В 1615 году показан в дворянах Зубцовской десятни. В 1627—1640 годах записан московским дворянином. В 1631 году воевода в Волокаламске, а в 1632 году воевода в Ржеве. В 1634 году находился на службе в Можайске, но в какой должности не показано. В январе 1639 года упомянут вторым судьёю в Судно-Владимирском приказе. В 1642—1644 года воевода в Заонежских погостах, где участвовал в за-Онежских походах. С 1645 года второй судья в Судно-Владимирском же приказе. В 1651—1655 годах воевода в Дмитрове. В 1658—1659 годах воевода в Епифани.

## Семья
От брака с неизвестной имел сына:
- Князь Шаховской Семён Иванович — воевода (не путать с Семёном Ивановичем Харя).